# فولدابروک
فولدابروک (به آلمانی: Fuldabrück) یک شهر در آلمان است که در کسل واقع شده‌است. فولدابروک  ۸٬۸۸۷ نفر جمعیت دارد.

## خواهرخوانده
شهر St. Johann in Tirol خواهرخواندهٔ فولدابروک هست.